# فرد کاولی
فرد کاولی،(به انگلیسی: Fred Kavli) زاده ۲۰ اوت ۱۹۲۷ در شهر مولدا در کشور نروژ؛ درگذشته به تاریخ ۲۱ نوامبر ۲۰۱۳ در سانتا باربارا، کالیفرنیا در ایالات متحده آمریکا، یک فیزیکدان، مهندس عمران، مدیر تجاری و انسان دوست آمریکایی-نروژی بود. وی بانی مؤسسه  کاولی بوده‌است. هدف مؤسسه کاولی، پیشبرد تحقیقات علمی و ترویج دانش است. این مؤسسه از پژوهشگران متعددی حمایت مالی به عمل آورده‌است.